# Nomaua crinifrons
Espèce
Synonymes
- Cornicularia crinifrons Urquhart, 1891

Nomaua crinifrons est une espèce d'araignées aranéomorphes de la famille des Physoglenidae.

## Distribution
Cette espèce est endémique de Nouvelle-Zélande. Elle se rencontre dans le Taranaki dans l'île du Nord.

## Description
Le mâle décrit par Fitzgerald et Sirvid en 2009 mesure 3,307 mm et la femelle 2,992 mm.
Forster, Platnick et Coddington en 1990 avaient décrit des spécimens identifiés de manière erronée comme Nomaua crinifrons, les mâles appartenaient à l'espèce Nomaua urquharti et les femelles à Nomaua perdita.

## Publication originale
- Urquhart, 1891 : On new species of Araneae. Transactions of the New Zealand Institute, vol. 23, p. 128-189 (texte intégral).